# 達拉 (加利福尼亞州)
達拉（英語：Darrah）是位於美國加利福尼亞州馬里波薩縣的一個非建制地區。該地的面積和人口皆未知。

## 地理
達拉的座標為37°31′05″N 119°50′07″W / 37.51806°N 119.83528°W，而該地的平均海拔高度為952米（即3123英尺）。